# Житловий будинок (вулиця Стефана Яворського, Ніжин)
Житловий будинок — пам'ятка архітектури місцевого значення у Ніжині.

## Історія
Спочатку було внесено до «список пам'яток архітектури нововиявлених» під назвою «Житловий будинок».
Наказом Міністерства культури і туризму від 21.12.2012 № 1566 надано статус «пам'ятник архітектури місцевого значення» з охоронним № 10063-Чр під назвою «Житловий будинок». Встановлено інформаційну дошку.

## Опис
Будинок збудований у 1910-ті роки на розі сучасних вулиць Стефана Яворського та Глібова.
Одноповерховий, кам'яний, прямокутний у плані будинок з дерев'яною верандою з південного боку. Більшість фасаду будинку вздовж вулиці Глібова. Фасад розчленовують рустовані пілястри між якими по два чотирикутні віконні отвори. Оздоблений орнаментальною цегляною кладкою. Віконні отвори з прямими сандриками і віконницями (віконниці — тільки з боку Яворського).